# Operacija Amherst
Operacija Amherst (izvirno angleško Operation Amherst) je bil britansko-francoski zračni desant, ki se je začel 8. aprila 1945, ki so ga izvedli britanski in francoski pripadniki SASa.